# Oscherslebener SC 1990
Der Oscherslebener Sportclub 1990 e. V. ist ein mehrere Sportarten anbietender Sportverein in der Stadt Oschersleben im Bundesland Sachsen-Anhalt.

## Vereinsstruktur
Der 1990 als Nachfolger der Betriebssportgemeinschaft Motor/Vorwärts Oschersleben gegründete Verein ist hauptsächlich durch seine Fußballabteilung über die Grenzen der Stadt Oschersleben hinaus bekannt. Neben Fußball werden im Verein Sportarten wie Basketball, Volleyball, Tischtennis und Kegeln betrieben (Stand 2007). Ihm steht eine eigene Sporthalle zur Verfügung.

## Fußball

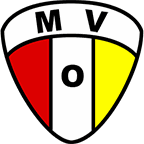
Historisches Logo von Motor/Vorwärts Oschersleben

Als nach dem Zweiten Weltkrieg auf Anordnung der Besatzungsmächte alle Sportvereine aufgelöst werden mussten und Sportwettkämpfe zunächst nur auf Kreisebene erlaubt wurden, gründeten Sportler in der etwa 18.000 Einwohner zählenden damaligen Kreisstadt Oschersleben die Sportgemeinschaft Oschersleben. Ihre Fußballmannschaft nahm bereits 1946 am Sportbetrieb im Landkreis Oschersleben teil. 1948 war wieder überregionaler Sportverkehr möglich, und in der Abschlusstabelle der Landesklasse Sachsen-Anhalt Nord 1948/49 wird die SG Oschersleben auf Rang 7 erwähnt.
Mit Einführung des Systems der Betriebssportgemeinschaften (BSG) in Ostdeutschland zwischen 1949 und 1950 wurde die bisherige Sportgemeinschaft Oschersleben in die BSG Motor Oschersleben umgewandelt. Die Bezeichnung „Motor“ weist darauf hin, dass örtliche Maschinen- und Fahrzeugbaubetriebe die Funktion der Trägerbetriebe übernommen hatten. Nach Abschaffung der Länder in der DDR zugunsten neuer Bezirke 1952 wurden im Fußball nach der Oberliga und der DDR-Liga als dritte Klasse Bezirksligen eingerichtet. Motor Oschersleben gehörte in deren Premierenspielzeit zur höchsten Spielklasse des Bezirkes Magdeburg und erreichte in der Saison 1952/53 Platz 6. Bis 1958 konnte sich die Mannschaft stets im Mittelfeld der Bezirksliga behaupten, der vorletzte Platz in der Saison 1959 (damals Fußballsaison gleich Kalenderjahr) bedeutete allerdings den Abstieg in die zu dieser Zeit fünftklassige Bezirksklasse. Im folgenden Jahr wurde die Trägerschaft der BSG auf die in Oschersleben stationierten DDR-Grenztruppen übertragen, sodass die Fußballmannschaft nach dem Wiederaufstieg in der Spielzeit 1961/62 unter dem Namen Vorwärts Oschersleben antrat. 1964 wurde die Trägerschaft auf zivile Betriebe erweitert, und die BSG nahm mit „Motor/Vorwärts“ wieder einen neuen Namen an.
Neun Jahre lang gehörten die Oscherslebener zum Stamm der Bezirksliga Magdeburg, meist in der oberen Tabellenhälfte angesiedelt. 1972 gewann die Mannschaft die Bezirksmeisterschaft und war dadurch für die zweitklassige DDR-Liga qualifiziert. Ihr Kader war jedoch den Anforderungen der Zweitklassigkeit nicht gewachsen, sodass nach dem letzten Platz in der Ligastaffel C 1972/73 der sofortige Abstieg zurück in die Bezirksliga folgte. Bis auf die Saison 1978/79, als nach Abstieg in der Bezirksklasse gespielt werden musste, verblieb die BSG Motor/Vorwärts in der Bezirksliga Magdeburg, bis 1991 der DDR-Fußballspielbetrieb eingestellt wurde.
Nach Einführung der DFB-Struktur und Umwandlung der BSG in den Oscherslebener Sportclub spielte dessen Fußballmannschaft bis 1996 in der zuletzt fünftklassigen Verbandsliga Sachsen-Anhalt. Seither spielen die Fußballer des Oscherslebener SC in der Landesliga Sachsen-Anhalt, aus der 2009 die Rückkehr in die Verbandsliga, nun sechstklassig, gelang. Nachdem der OSC nach der Saison 2015/16 auf einem Abstiegsplatz gelandet war, verzichtete der Verein auf das Startrecht in der Landesliga und trat zur Spielzeit 2016/17 in der achtklassigen Landesklasse an.

## Fußball-Ligen-Übersicht
| Jahre     | Liga                        | Level           |
| --------- | --------------------------- | --------------- |
| 1946/47   | Kreis Oschersleben          |                 |
| 1948 ff.  | Landesklasse Sachsen-Anhalt |                 |
| 1952–1959 | Bezirksliga Magdeburg       | 3./4. Liga      |
| 1972/73   | DDR-Liga                    | 2. Liga         |
| 1973–1978 | Bezirksliga Magdeburg       | 3. Liga         |
| 1978/79   | Bezirksklasse Magdeburg     | 4. Liga         |
| 1979–1990 | Bezirksliga Magdeburg       | 3. Liga         |
| 1990–1996 | Verbandsliga Sachsen-Anhalt | ab 1994 5. Liga |
| 2003–2009 | Landesliga Sachsen-Anhalt   | ab 2008 7. Liga |
| 2009–2016 | Verbandsliga Sachsen-Anhalt | 6. Liga         |
| seit 2016 | Landesklasse Sachsen-Anhalt | 8. Liga         |

## Personen
Zwei Fußballspieler der BSG Motor/Vorwärts starteten von Oschersleben aus eine erfolgreiche Karriere:
- Hans-Dieter Busch (* 1935) ging 1955 zum SC Lok Leipzig (87 Oberligaspiele), 1960 zum SC Aufbau Magdeburg (107 Oberligaspiele) und 1967 zur BSG Lok Stendal (24 Oberligaspiele).
- Jens Gerlach (* 1970) ging 1984 zum 1. FC Magdeburg, dort ab 1988 50 Oberligaspiele, danach 180 Spiele in der 2. Bundesliga für Carl Zeiss Jena und Waldhof Mannheim.